# Paracoffea bengalensis
Paracoffea bengalensis là một loài thực vật có hoa trong họ Thiến thảo. Loài này được J.-F. Leroy mô tả khoa học đầu tiên năm 1967.